# Маскарита Дорада
Маскарита Дорада (на испански: Малка златна маска; роден на 19 февруари 1982), е сценично име на мексикански лучадор енмаскарадо, тоест маскиран кечист (професионален борец), който работи в дивизията мини-естрела, сравним с кеч с малки хора.
Понастоящем работи с WWE под името Ел Торито (на испански: Малкия бик).
От 2000 до 2007 г. работи под името Маскарита Саграда в Asistencia Asesoría y Administración (AAA), след напускането на оригиналния Маскарита Саграда напусна AAA. През 2007 г. се премества от AAA и се присъединява към Consejo Mundial de Lucha Libre (CMLL) и си смени името на Маскарита Дорада. След като апусна CMLL през 2011, започна да се бие с El Hijo del Santo под името Маскарита Платеада, докато се върна в AAA под името Маскарита Дорада. Е бивш двукратен Мексикански национален мини-естела шампион и един от носителите на Отборните титли на AAA за талисмани с Маскара Саграда. Истинското име на Маскарита Дорада не е въпрос на обществения регистър, както е често случая с маскирани кечисти в Мексико, където техните тайни животи се запазват тайна от кеч феновете.

## В кеча
- Финални ходове
  - Като Ел Торито
    - Bullton (Springboard senton)[5]
    - Bullsault[6] (Springboard moonsault)[7][8]

  - Като Маскарита Сагдара / Маскарита Дорада
    - Tilt-a-whirl headscissors armbar
- Ключови ходове
  - Bull Buster (Bronco buster)[7][9]
  - Bull Splash (Running splash)[6]
  - Cloverleaf[9]
  - Diving crossbody[9]
  - Hurricanrana, понякога докато прави springboarding[7][10]
  - Версии тушове
    - La magistral[9]
    - Sunset flip[9][11]
    - Schoolboy[7]

  - Seated senton[11]
  - Single leg dropkick[12][9]
  - Sunset flip powerbomb, от високо място[8]
  - Springboard leg drop[10]
  - Tilt-a-whirl headscissors takedown
  - Tilt-a-whirl arm drag[10]
- Придружавайки
  - Лос Матадорес
  - Луча Драконите
- Входни песни
  - "Olé Olé" наДжим Джонстън[13] (20 септември 2013 – 7 септември 2015; използвана като придружител на Лос Матадорес)

## Шампионски титли и отличия
- Asistencia Asesoría y Administración
  - Отборен талисман на AAA (1 път) – с Маскара Саграда[1][14]
  - Шампион на мини-естрелас на LLL (1 път)
  - Мексикански национален мини-естрела шампион (2 пъти)[1][15]
- Consejo Mundial de Lucha Libre
  - Мини-естрела от CMLL на годината: 2009[16]
  - Pequeño Reyes del Aire (2008)[1][17]
- World Wrestling Association
  - Световен мини шампион на WWA (1 пъти)